# Sinaloa sipuri
Sinaloa sipuri är en insektsart som beskrevs av Otte, D. och Ferdinand Julius Cohn 2002. Sinaloa sipuri ingår i släktet Sinaloa och familjen gräshoppor. Inga underarter finns listade i Catalogue of Life.